# Mielichhoferia acutifolia
Mielichhoferia acutifolia är en bladmossart som beskrevs av Brotherus 1931. Mielichhoferia acutifolia ingår i släktet kismossor, och familjen Bryaceae. Inga underarter finns listade i Catalogue of Life.